# Komendantski prospekt (métro de Saint-Pétersbourg)
Pour les articles homonymes, voir Komendantski prospekt.
Komendantski prospekt (en russe : Коменда́нтский проспе́кт) est la station terminus nord de la ligne 5 du Métro de Saint-Pétersbourg. Elle est située dans le raïon Primorski, à Saint-Pétersbourg en Russie.
Mise en service en 2005, elle est transférée à la ligne 5 en 2009, elle est depuis desservie par les rames circulants sur cette ligne.

## Situation sur le réseau

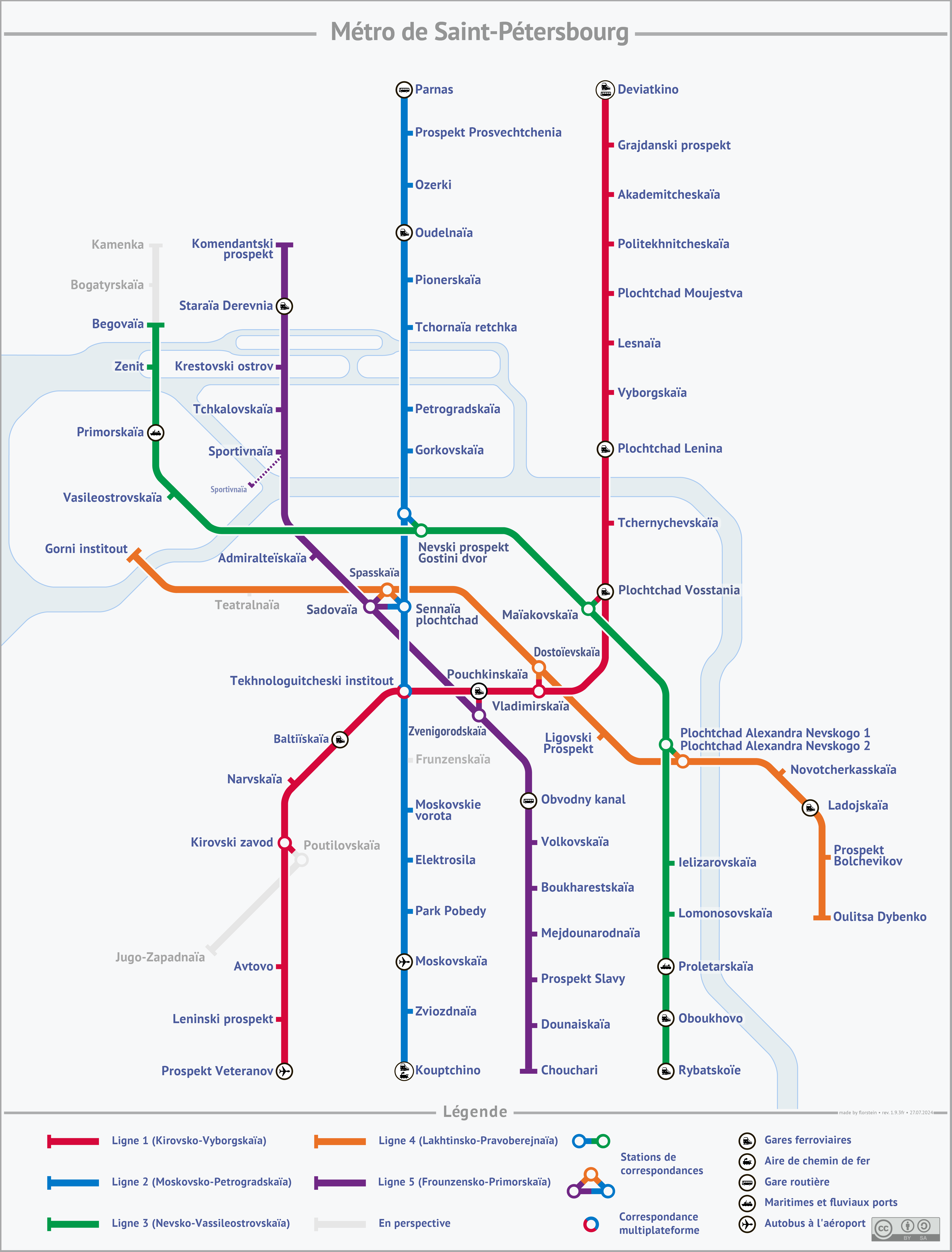
Plan du métro.

Établie en souterrain, à 75 mètres de profondeur, Komendantski prospekt est la station terminus nord de la ligne 5, du métro de Saint-Pétersbourg. Elle est située avant la station Staraïa Derevnia, en direction du terminus sud Chouchary.
La station dispose d'un quai central encadré par les deux voies de la ligne. Les voies se prolongent un peu après la station dans un tunnel destiné à être prolongé à une date inconnue 

## Histoire
La station Komendantski prospekt est mise en service le 2 avril 2005, lors de l'ouverture à l'exploitation du prolongement de Staraïa Derevnia à Komendantski prospekt sur la ligne 4. Elle doit son nom à la voie routière éponyme située au-dessus.
Elle est intégrée à la ligne 5 le 7 mars 2005, lors du transfert de la section de Sadovaïa  à Komendantski prospekt pour la création de cette ligne.

## Services aux voyageurs

### Accès et accueil
Elle dispose d'accès couverts en surface : quatre bouches, avec escalier fixe, et deux rampes. Ils permettent d'accéder à un passage souterrain piéton qui est relié hall souterrain, à faible profondeur, par quelques marches. Un tunnel en pente, équipé de quatre escaliers mécaniques, est en relation avec le sud du quai. Un accès directe relie le nord du quai avec un centre commercial situé au-dessus.

installations
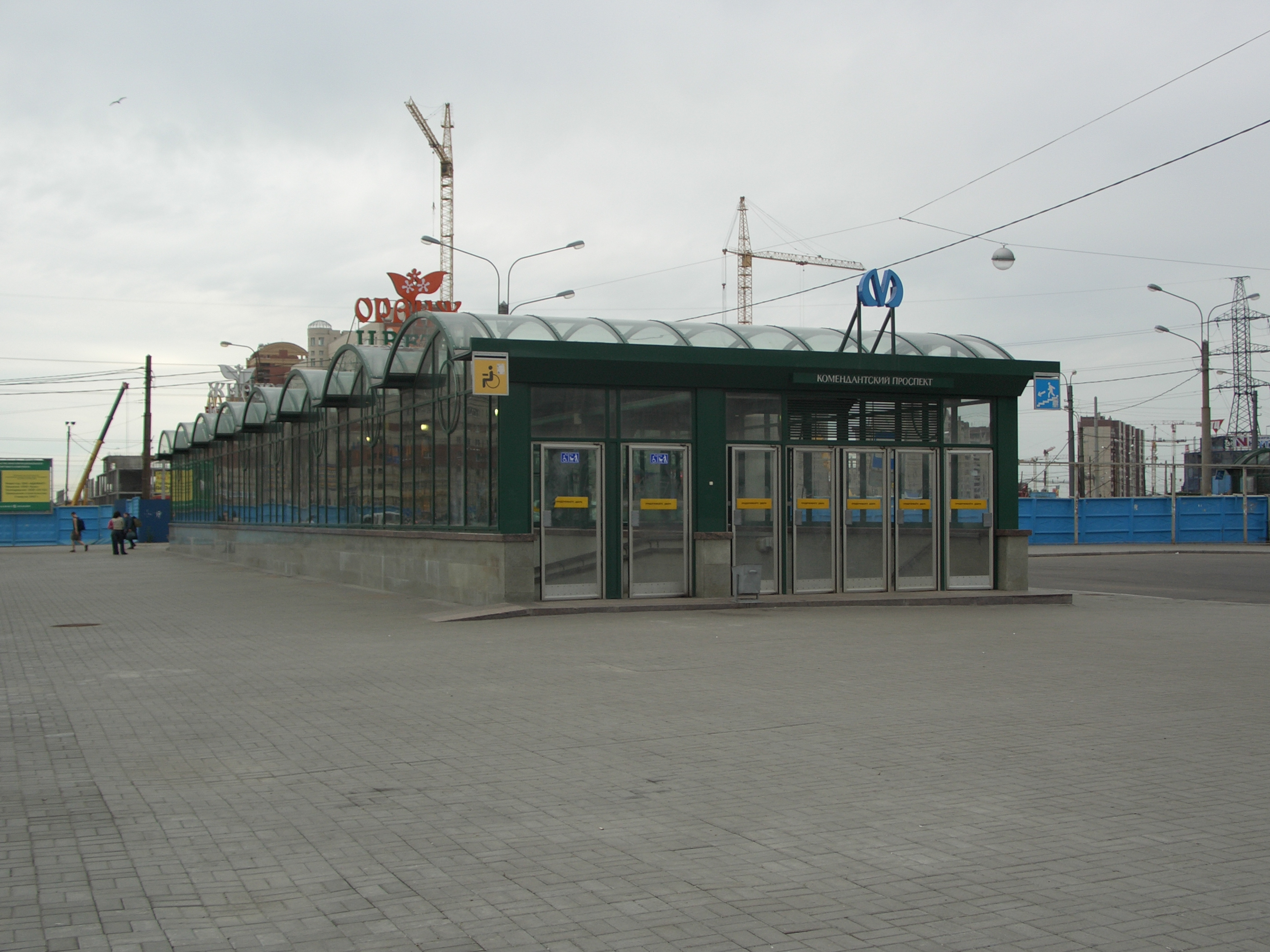
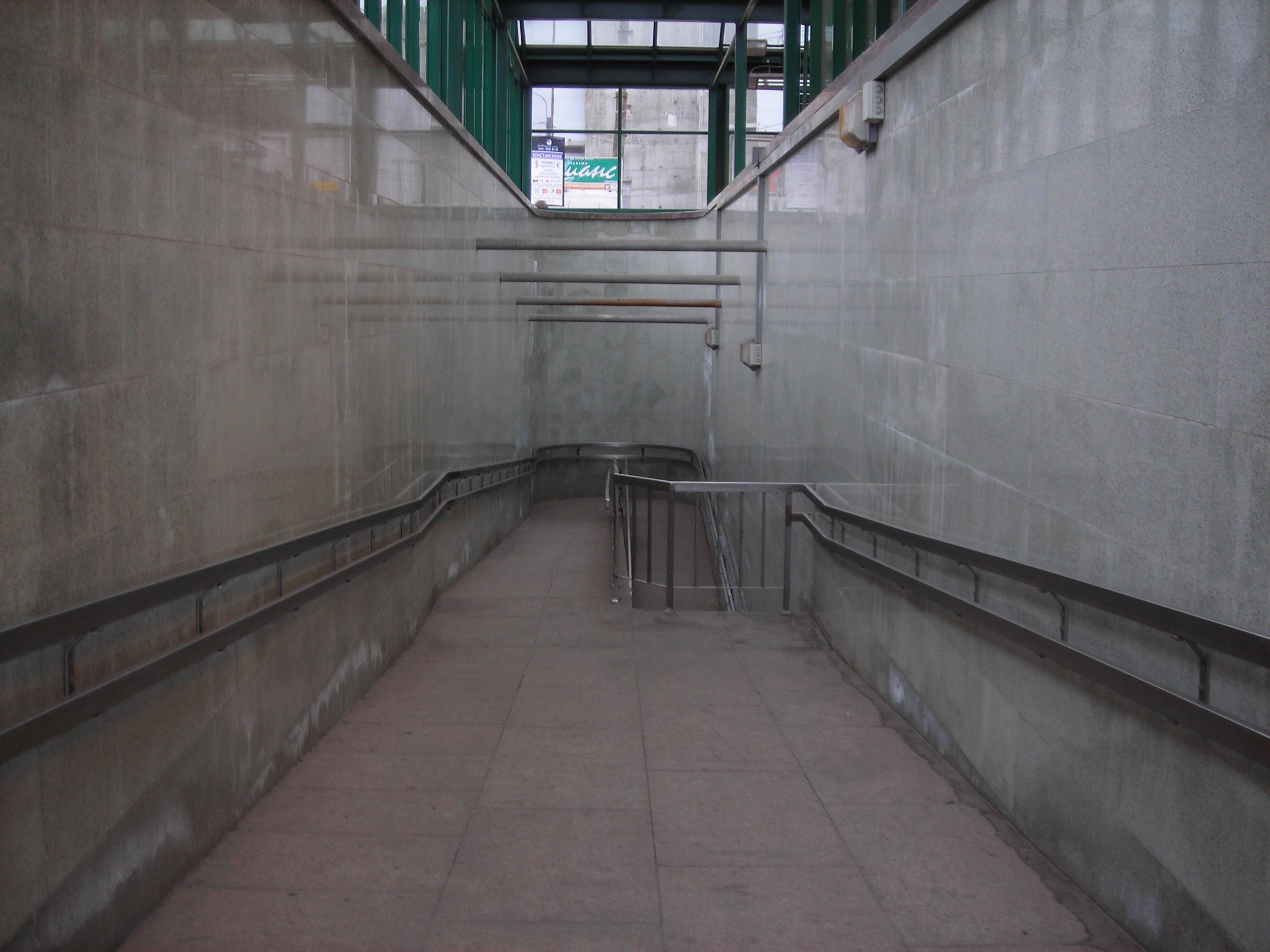

### Desserte
Komendantski prospekt est desservie par les rames de la ligne 5 du métro de Saint-Pétersbourg.

installations
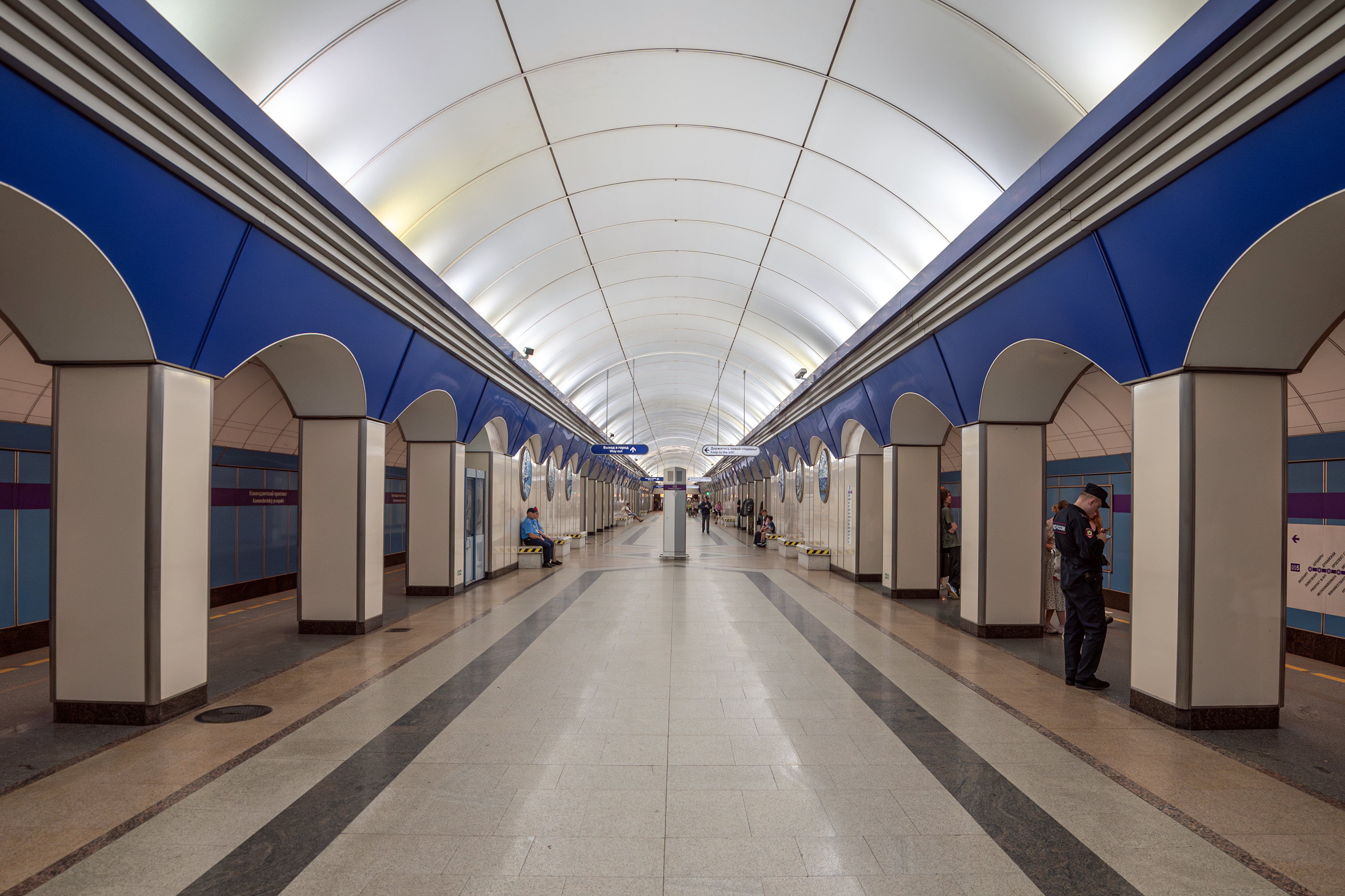
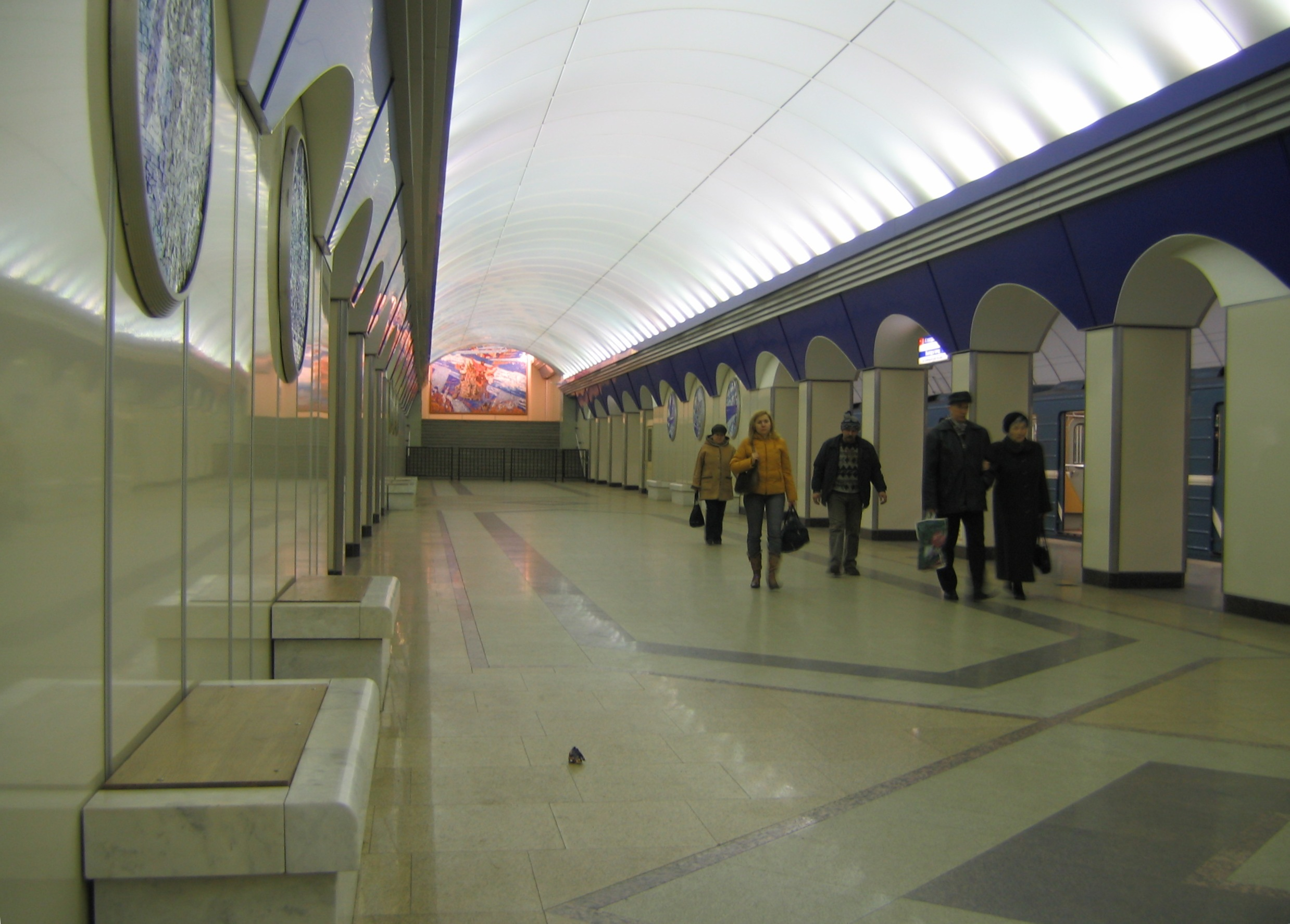
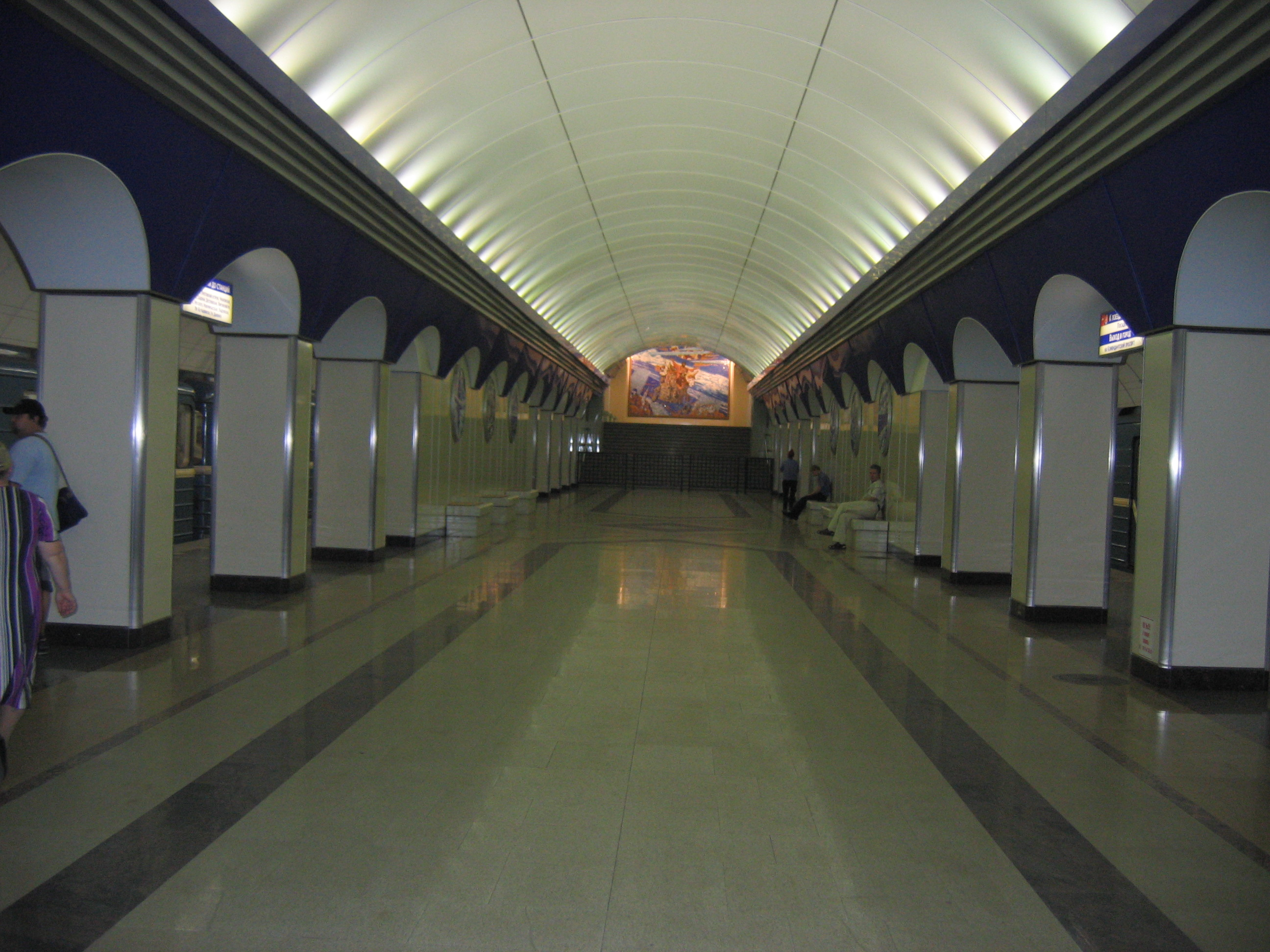

### Intermodalité
À proximité : une station du tramway de Saint-Pétersbourg est desservie par les lignes 47 et 55 ; des arrêts des trolleybus de Saint-Pétersbourg sont desservis par les lignes 2, 23, 25 et 50 ; et des arrêts de bus sont desservis par de nombreuses lignes.

## Projets
Le prolongement de la ligne est envisagé dans un avenir non programmé.